# Mariano Bustamante
Mariano Emilio Bustamante y Mantilla (Tingo, Arequipa, 5 de agosto de 1831-Arica, 7 de junio de 1880) fue un militar que luchó por el Perú en la Guerra del Pacífico contra el ejército chileno que invadió aquel país, tomando parte de tres de las batallas más importantes y definitorias de la campaña terrestre: San Francisco, Tarapacá y Arica, donde murió luchando.

## Biografía
Nació en el pueblo de Tingo, cerca a la ciudad de Arequipa, Departamento de Arequipa, Perú, el 5 de agosto de 1831, siendo hijo de José Mateo Bustamante Dávila y de Rafaela Mantilla. Desde niño le fascinaba todo lo que tuviera que ver con la carrera militar, lo cual no le agradaba a su padre, quien, para quitarle esa idea, lo inscribió en un colegio seminario.

### Carrera militar
En 1843, aun siendo estudiante del seminario, ingresó a las filas constitucionales encabezadas por los generales Ramón Castilla y Domingo Nieto, quienes iniciaban entonces una revolución contra el gobierno del Directorio del general Manuel Ignacio de Vivanco. En 1846 pasó a ser cadete, y poco después ingresó al Colegio Militar. 
Durante la guerra civil de 1854 luchó en la Batalla de La Palma, librada el 5 de enero de 1855, al lado del presidente José Rufino Echenique. También peleó en el Combate del Callao, librado contra la Escuadra Española del Pacífico, el 2 de mayo de 1866.

### Guerra del Pacífico
Al estallar la Guerra del Pacífico era ya coronel. En las filas de Ejército del Sur, marchó hacia la provincia de Tarapacá, teatro de la campaña inicial de la guerra terrestre. Luchó en las batallas de San Francisco y Tarapacá. Luego  fue destinado al puerto de Arica, plaza que se hallaba bajo el mando del coronel Francisco Bolognesi.
El 5 de junio de 1880, fue uno de los oficiales peruanos que, en la víspera de la batalla de Arica, rechazó la oferta de rendirse ante los chilenos que asediaban la plaza.
Como jefe de Estado Mayor de la 8.º División, luchó en la batalla de Arica, librada el 7 de junio de 1880. Allí pereció heroicamente, junto con Bolognesi, Alfonso Ugarte, Ramón Zavala, José Joaquín Inclán, Armando Blondel, Juan Guillermo More Ruiz, entre otros, cumpliendo la promesa de pelear “hasta quemar el último cartucho”.
Sus restos reposan en la Cripta de los Héroes en el cementerio Presbítero Maestro en Lima.

## Homenajes
Actualmente, un cuartel del Ejército, ubicado en el Distrito de Mariano Melgar, en Arequipa, lleva su nombre.